# St. Maria Regina Pacis (Bad Schmiedeberg)

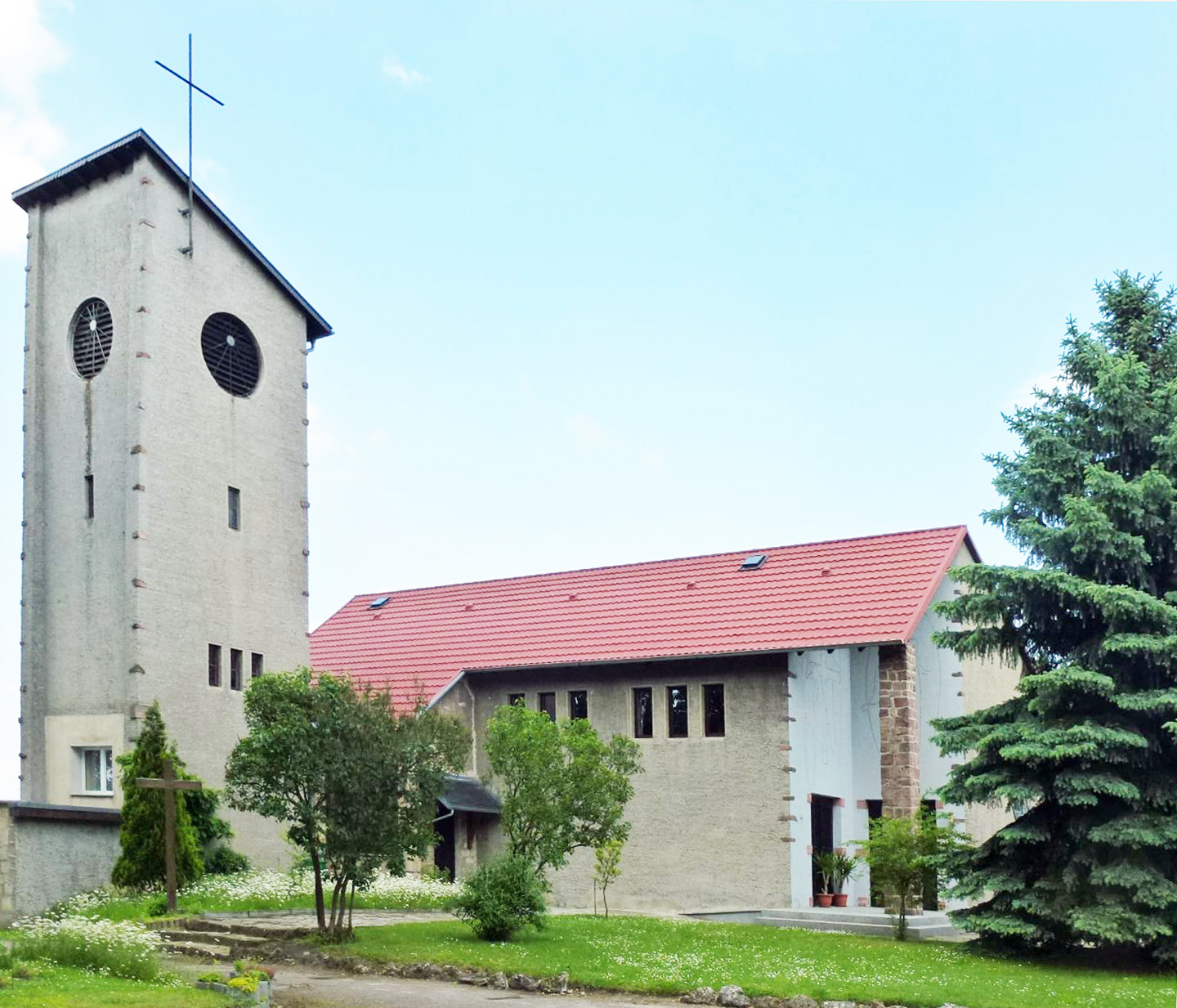
St. Maria Regina Pacis

St. Maria Regina Pacis (deutsch: Heilige Maria, Königin des Friedens) ist die römisch-katholische Kirche in Bad Schmiedeberg, einer Stadt im Landkreis Wittenberg in Sachsen-Anhalt. Die Kirche trägt das Patrozinium Maria Regina pacis und gehört zur Pfarrei St. Marien mit Sitz in der Lutherstadt Wittenberg im Bistum Magdeburg.

## Geschichte
Durch die 1522 in Schmiedeberg durchgeführte Reformation wurden die Bevölkerung und die Stadtpfarrkirche von Schmiedeberg, die damals zum Bistum Meißen gehörte, protestantisch.
Bereits seit 1927 bemühte sich die Pfarrei Wittenberg, zu der damals auch Bad Schmiedeberg gehörte, in Bad Schmiedeberg einen Raum anzumieten, in dem für katholische Kurgäste gelegentliche Gottesdienste angeboten werden können. Erst 1932 gelang es, in einem Gasthaus einen Saal dafür zu mieten. Nachdem das Deutsche Reich mit dem Überfall auf Polen den Zweiten Weltkrieg begann und infolgedessen Frankreich am 3. September 1939 Deutschland den Krieg erklärte und zwei Tage später eine Offensive gegen das Saargebiet begann, wurden Saarländer in das Innere des Reichsgebietes, auch nach Bad Schmiedeberg, evakuiert. Das bescherte den katholischen Gottesdiensten im Gasthaussaal zusätzliche Besucher. Nachdem die Westalliierten gegen Ende des Zweiten Weltkriegs zum Niederrhein vorrückten, kamen auch von dort evakuierte Katholiken nach Bad Schmiedeberg, für die nun in der evangelischen Stadtkirche katholische Gottesdienste stattfanden. Nachdem sich am 16. Februar 1945 in Pratau der heimatvertriebene Pfarrer Ferdinand Weber niedergelassen hatte, übernahm dieser die katholischen Gottesdienste in der Bad Schmiedeberger Stadtkirche.
Da durch die Flucht und Vertreibung Deutscher aus Mittel- und Osteuropa die Zahl der Katholiken in Bad Schmiedeberg und den umliegenden Ortschaften nach dem Zweiten Weltkrieg stark angewachsen war, erfolgte am 1. Juli 1947 die Ernennung von Pfarrer Johannes Bonin zum Vikar der Pfarrei Wittenberg, er war auch für die Seelsorge in Bad Schmiedeberg zuständig. Er nahm seinen Wohnsitz in Pretzsch, da er in Bad Schmiedeberg keine Wohnung bekam. Am 1. November 1947 wurde die Kuratie Pretzsch errichtet, die auch Bad Schmiedeberg umfasste.
Am 10. Februar 1954 wurde Bad Schmiedeberg Sitz einer zur Pfarrei Wittenberg gehörenden Kuratie, zu der damals weit über 1000 Katholiken gehörten. Der Neupriester Claus Herold (1929–2003) wurde am 5. März 1954 ihr erster Kuratus. Die Gottesdienste in Bad Schmiedeberg fanden weiterhin in der evangelischen Stadtkirche statt. Von 1955 an fanden die katholischen Gottesdienste in Bad Schmiedeberg sonntags in der Friedhofskapelle statt, und werktags im Raum einer Malerwerkstatt in der Musikantenlücke nahe der Leipziger Straße, der als Kapelle eingerichtet worden war.
Im Sommer 1956 kaufte Kuratus Claus Herold in der Rosa-Luxemburg-Straße (heute Lindenstraße), gegenüber dem Kurhaus, ein Grundstück mit einer stillgelegten Landmaschinenfabrik. Unter großer Eigenleistung der Gemeinde wurden die Fabrik abgerissen und in nur vier Monaten Bauzeit eine Kirche sowie zwei weitere Häuser, Gemeindehaus und Pfarrhaus, errichtet. Die alten Ziegelsteine des Fabrikgebäudes wurden vom Mörtel befreit und für den Kirchbau wiederverwendet. Vom Rat des Kreises Wittenberg hatte die Kuratie im Juli 1956 nur die Genehmigung zu einem Umbau der Fabrikhalle zu einer Kapelle erhalten. Am 11. November 1956 wurde das Richtfest gefeiert. Bereits am 8. Dezember 1956, dem Fest Mariä Empfängnis, nahm Friedrich Maria Rintelen, der in Magdeburg residierende Weihbischof des Erzbistums Paderborn, zu dem Bad Schmiedeberg damals gehörte, die Kirchweihe vor. Im März und April 1957 folgte die Errichtung des Glockenturmes.
Am 1. Juli 1966, damals war Klaus Winkelmann Kuratus von Bad Schmiedeberg, wurde die Kuratie Bad Schmiedeberg zur Filialkirchengemeinde (Pfarrvikarie) der Pfarrei Wittenberg erhoben. 1968 bekam die Kirche ein Orgelpositiv. 1978 gehörten zur Pfarrvikarie Bad Schmiedeberg rund 845 Mitglieder.
Am 11. Juli 1993 wurde die Pfarrvikarie Bad Schmiedeberg zur Pfarrei erhoben. Am 8. Juli 1994 wurde das Bistum Magdeburg gegründet, und die Zugehörigkeit der Pfarrei Bad Schmiedeberg wechselte vom Erzbistum Paderborn zum Bistum Magdeburg.
Zum 15. Dezember 2007 wurde der Gemeindeverbund Lutherstadt Wittenberg – Lutherstadt Wittenberg-Piesteritz – Zahna – Annaburg – Kemberg – Elster errichtet, zu dem auch die Pfarrei Bad Schmiedeberg gehörte. Damals gehörten zur Pfarrei Bad Schmiedeberg nur noch rund 540 Katholiken. Infolge der Strukturreform des Bistums bilden seit dem 2. Mai 2010 die Pfarrgemeinden in Annaburg, Bad Schmiedeberg, Elster, Jessen, Kemberg, Piesteritz, Wittenberg und Zahna die gemeinsame Pfarrei St. Marien, Wittenberg, deren zentrale Pfarrkirche die Unbefleckte-Empfängnis-Kirche ist. Die Pfarrei Bad Schmiedeberg wurde in diesem Zusammenhang aufgelöst. Bis zur Auflösung der Dekanatsstrukturen im Bistum Magdeburg am 1. September 2023 gehörte Bad Schmiedeberg zum Dekanat Dessau.

## Lage, Architektur und Ausstattung
Die zweischiffige Kirche steht südwestlich des Stadtzentrums von Bad Schmiedeberg auf dem Grundstück Lindenstraße 8. Sie entstand 1956 nach Entwürfen des Architekten Georg Steinbach (1921–1959) aus Holzdorf. Von Steinbach stammen auch die Fenster, das Kreuzweg-Wandbild schuf hingegen Rudolf Brückner-Fuhlrott.
Der kreuzbekrönte Kirchturm ist mit einem Pultdach eingedeckt. Die fünf Eisenhartgussglocken wurden 1957 von Schilling & Lattermann, Glockengießerei in Apolda, gegossen. 
| Glocke    | 1     | 2        | 3         | 4      | 5      |
| --------- | ----- | -------- | --------- | ------ | ------ |
| Name      | Maria | Nikolaus | Elisabeth | Ulrich | Hedwig |
| Schlagton | es′   | g′       | b′        | c″     | d″     |

Das Kirchenschiff ist mit einem asymmetrischen Satteldach abgeschlossen, die Sakristei befindet sich zwischen Kirchturm und Kirchenschiff. Das Hauptschiff wird durch eine Fensterwand an der Ostseite der Kirche belichtet, der Tabernakel steht im Seitenschiff. 
Das Orgelpositiv ist ein Werk vom Jehmlich Orgelbau Dresden.